# Wimpassing im Schwarzatale
Wimpassing im Schwarzatale ist eine Marktgemeinde mit 1637 Einwohnern (Stand 1. Jänner 2025) im Bezirk Neunkirchen in Niederösterreich.

## Geografie
Wimpassing im Schwarzatale liegt im Industrieviertel in Niederösterreich. Die Grenze im Nordwesten bildet die Schwarza. Diese fließt in einer Höhe von 390 Meter über dem Meer. Das flache rechte Ufer ist das Siedlungs- und Industriegebiet. Danach steigt das Land nach Südosten steil auf über 450 Meter hohe bewaldete Hügel an.
Die Fläche der Marktgemeinde umfasst 2,07 Quadratkilometer. Davon ist ein Drittel landwirtschaftliche Nutzfläche, ein Viertel ist bewaldet und 15 Prozent sind Gärten.

### Gemeindegliederung
Es existieren keine weiteren Katastralgemeinden außer Wimpassing im Schwarzatale.

### Nachbargemeinden
|                         | Ternitz                                     |                 |
|                         | Kompassrose, die auf Nachbargemeinden zeigt |                 |
| Grafenbach-St. Valentin |                                             | Wartmannstetten |

## Geschichte
Im Altertum war das Gebiet Teil der Provinz Noricum.
Im Jahr 1824 gründete Johann Nepomuk Reithoffer eine Gummiwarenfabrik in Wimpassing. 1852 entstand daraus die erste Fabrik für Kautschukprodukte in Europa. Schon 1900 wurde erstmals der Name „Semperit“ erwähnt, der Konzern entstand 1912 durch den Zusammenschluss mehrerer Fabriken. Heute ist Wimpassing der Sitz einer Holding mit einem Umsatz von über 900 Millionen Euro (Stand 2020).

### Bevölkerungsentwicklung
| Wimpassing im Schwarzatale: Einwohnerzahlen von 1869 bis 2025 | Wimpassing im Schwarzatale: Einwohnerzahlen von 1869 bis 2025 | Wimpassing im Schwarzatale: Einwohnerzahlen von 1869 bis 2025 | Wimpassing im Schwarzatale: Einwohnerzahlen von 1869 bis 2025 | Wimpassing im Schwarzatale: Einwohnerzahlen von 1869 bis 2025 |
| ------------------------------------------------------------- | ------------------------------------------------------------- | ------------------------------------------------------------- | ------------------------------------------------------------- | ------------------------------------------------------------- |
| Jahr                                                          |                                                               |                                                               |                                                               | Einwohner                                                     |
| 1869                                                          | 1869                                                          |                                                               | 766                                                           | 766                                                           |
| 1880                                                          | 1880                                                          |                                                               | 1.268                                                         | 1.268                                                         |
| 1890                                                          | 1890                                                          |                                                               | 1.393                                                         | 1.393                                                         |
| 1900                                                          | 1900                                                          |                                                               | 1.863                                                         | 1.863                                                         |
| 1910                                                          | 1910                                                          |                                                               | 1.924                                                         | 1.924                                                         |
| 1923                                                          | 1923                                                          |                                                               | 1.818                                                         | 1.818                                                         |
| 1934                                                          | 1934                                                          |                                                               | 2.105                                                         | 2.105                                                         |
| 1939                                                          | 1939                                                          |                                                               | 2.148                                                         | 2.148                                                         |
| 1951                                                          | 1951                                                          |                                                               | 1.799                                                         | 1.799                                                         |
| 1961                                                          | 1961                                                          |                                                               | 2.066                                                         | 2.066                                                         |
| 1971                                                          | 1971                                                          |                                                               | 2.021                                                         | 2.021                                                         |
| 1981                                                          | 1981                                                          |                                                               | 2.066                                                         | 2.066                                                         |
| 1991                                                          | 1991                                                          |                                                               | 2.007                                                         | 2.007                                                         |
| 2001                                                          | 2001                                                          |                                                               | 1.915                                                         | 1.915                                                         |
| 2011                                                          | 2011                                                          |                                                               | 1.707                                                         | 1.707                                                         |
| 2021                                                          | 2021                                                          |                                                               | 1.585                                                         | 1.585                                                         |
| 2025                                                          | 2025                                                          |                                                               | 1.637                                                         | 1.637                                                         |
| Quelle(n): Statistik Austria, Gebietsstand 1.1.2021           |                                                               |                                                               |                                                               |                                                               |

### Religion
Nach den Daten der Volkszählung 2001 sind 58,2 % der Einwohner römisch-katholisch und 4,9 % evangelisch. 16,0 % sind Muslime, 1,0 % gehören orthodoxen Kirchen an. 18,5 % der Bevölkerung haben kein religiöses Bekenntnis.

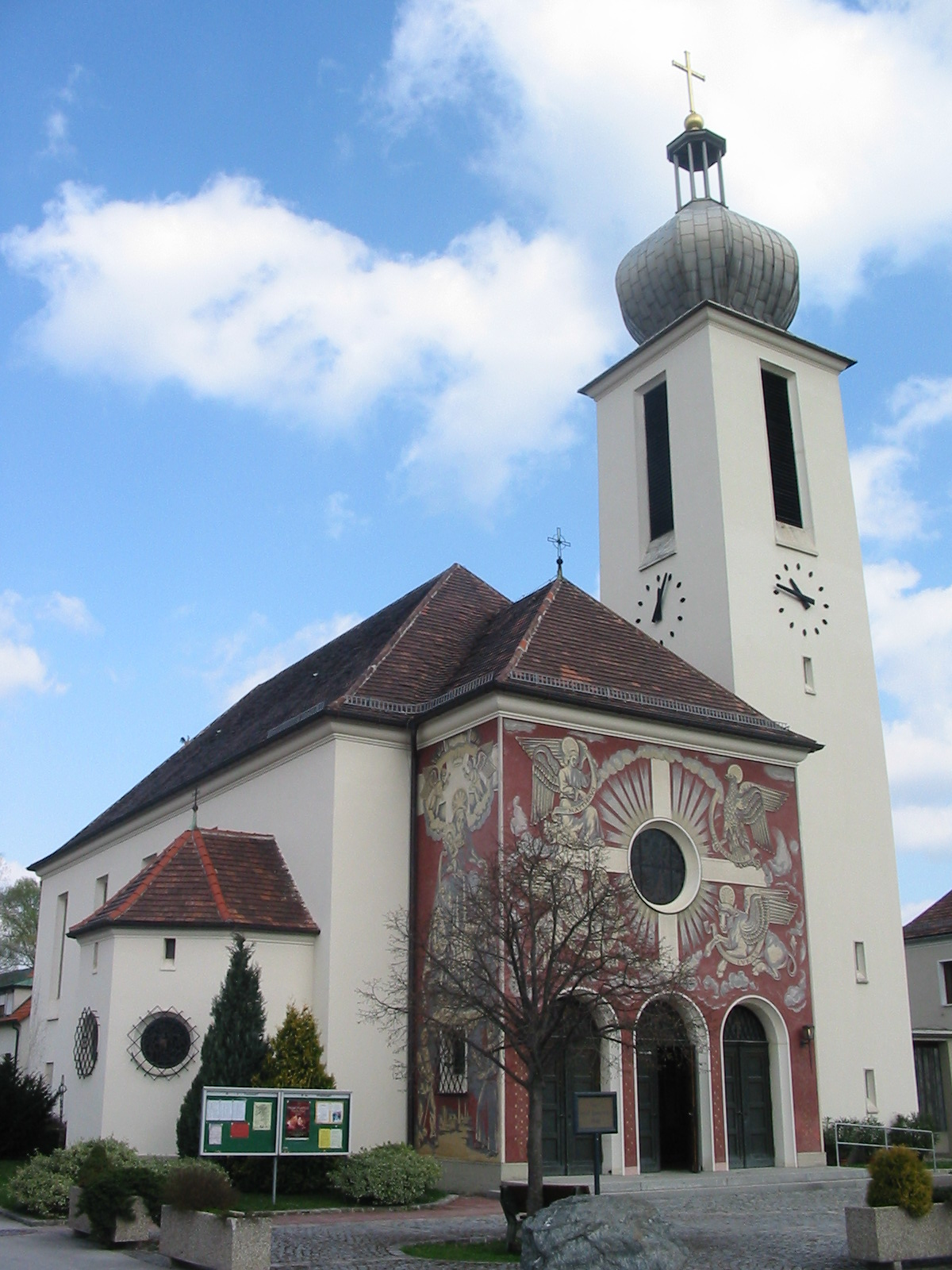
Pfarrkirche Wimpassing im Schwarzatale

## Kultur und Sehenswürdigkeiten
- Katholische Pfarrkirche Wimpassing im Schwarzatale Unbeflecktes Herz Mariä

Wimpassing um 1873 (Aufnahmeblatt der 3. Landesaufnahme)

- Schuberthof

## Wirtschaft und Infrastruktur

### Wirtschaftssektoren
Von den sieben landwirtschaftlichen Betrieben des Jahres 2010 wurden zwei im Haupt-, vier im Nebenerwerb und einer von einer juristischen Person geführt. Dieser eine Betrieb bewirtschaftete 88 Prozent der Flächen. Im Produktionssektor waren 892 Erwerbstätige im Bereich Herstellung von Waren und 38 in der Bauwirtschaft beschäftigt. Die wichtigsten Arbeitgeber im Dienstleistungssektor waren die Bereiche soziale und öffentliche Dienste (91), Handel (80) und Beherbergung und Gastronomie (34 Mitarbeiter).
| Wirtschaftssektor            | Anzahl Betriebe | Anzahl Betriebe | Erwerbstätige | Erwerbstätige |
| Wirtschaftssektor            | 2011            | 2001            | 2011          | 2001          |
| ---------------------------- | --------------- | --------------- | ------------- | ------------- |
| Land- und Forstwirtschaft 1) | 7               | 8               | 3             | 7             |
| Produktion                   | 6               | 11              | 930           | 1221          |
| Dienstleistung               | 81              | 57              | 247           | 235           |

1) Betriebe mit Fläche in den Jahren 2010 und 1999

### Ansässige Unternehmen
- Semperit AG
- Voith Paper Rolls GmbH & Co KG

| Von den 1235 Erwerbstätigen arbeiteten 686 in der Gemeinde, 549 pendelten aus. Für den lokalen Arbeitsmarkt von 1764 pendelten 1078 Personen von anderen Gemeinden ein (Stand 2021). In Wimpassing befindet sich ein Kindergarten und eine Volksschule. | Die zur Anzeige dieser Grafik verwendete Erweiterung wurde dauerhaft deaktiviert. Wir arbeiten aktuell daran, diese und weitere betroffene Grafiken auf ein neues Format umzustellen. (Mehr dazu) |

### Feuerwehren
Die im Jahr 1871 als Werkfeuerwehr gegründete Betriebsfeuerwehr Semperit Wimpassing und die seit 1940 bestehende Freiwillige Feuerwehr Wimpassing im Schwarzatal sorgen für Sicherheit in der Gemeinde.

### Verkehr
- Eisenbahn: Der nächste Bahnhof der Südbahn liegt im zwei Kilometer entfernten Ternitz.[13]
- Straße: Durch die Gemeinde verläuft die Triester Straße B17. Die nächste Auffahrt der Semmering Schnellstraße S6 ist sechs Kilometer entfernt.

### Vereine
- 1. Österreichische. Arbeiter-Briefmarkensammlerverein
- ARBÖ Wimpassing
- ATV Wimpassing
- Club 60+
- FC Wimpassing
- Fotoclub Wimpassing
- Freiwillige Feuerwehr Wimpassing
- I. Wimpassinger ESC
- Judo Club Sparkasse Wimpassing
- Jungschar der Pfarre Wimpassing
- Kinderfreunde Wimpassing
- Kino Wimpassing
- Kleintierzüchter- und Gartenbauverein N-33
- Kulturverein Wimpassing
- Naturfreunde Wimpassing
- SBO Wimpassing
- Sport- und Freizeitclub Wimpassing
- Sportverein Semperit Wimpassing
- Sportverein Semperit Wimpassing - Sektion Tennis
- Sportverein Semperit Wimpassing Sektion Bogenschießen
- Tauchverein Schwarzatal Wimpassing
- Volleyballteam Wimpassing
- Wimpassinger Messe

## Politik

### Gemeinderat
| Der Gemeinderat hat seit 2005 neunzehn Mitglieder. - Mit den Gemeinderatswahlen in Niederösterreich 1990 hatte der Gemeinderat folgende Verteilung: 17 SPÖ, 4 ÖVP. - Mit den Gemeinderatswahlen in Niederösterreich 1995 hatte der Gemeinderat folgende Verteilung: 18 SPÖ, 3 ÖVP. - Mit den Gemeinderatswahlen in Niederösterreich 2000 hatte der Gemeinderat folgende Verteilung: 18 SPÖ, 3 ÖVP. (21 Mitglieder) - Mit den Gemeinderatswahlen in Niederösterreich 2005 hatte der Gemeinderat folgende Verteilung: 16 SPÖ, 3 ÖVP. - Mit den Gemeinderatswahlen in Niederösterreich 2010 hatte der Gemeinderat folgende Verteilung: 16 SPÖ, 2 FPÖ, und 1 ÖVP. - Mit den Gemeinderatswahlen in Niederösterreich 2015 hatte der Gemeinderat folgende Verteilung: 15 SPÖ, 3 FPÖ, und 1 ÖVP. - Mit den Gemeinderatswahlen in Niederösterreich 2020 hatte der Gemeinderat folgende Verteilung: 15 SPÖ, 2 FPÖ und 2 ÖVP. - Mit den Gemeinderatswahlen in Niederösterreich 2025 hat der Gemeinderat folgende Verteilung: 16 SPÖ und 3 FPÖ. | Die zur Anzeige dieser Grafik verwendete Erweiterung wurde dauerhaft deaktiviert. Wir arbeiten aktuell daran, diese und weitere betroffene Grafiken auf ein neues Format umzustellen. (Mehr dazu) |

### Bürgermeister
- Walter Jeitler (SPÖ)[22]